# Microtropis biflora
Microtropis biflora är en benvedsväxtart som beskrevs av Merrill och Freeman. Microtropis biflora ingår i släktet Microtropis och familjen Celastraceae. Inga underarter finns listade.